# Атила Текели
Атила Текели (мађ. Tököli Attila; Печуј, 14. мај 1976) је бивши мађарски фудбалер који је играо на позицији нападача. Био је два пута најбољи стрелац мађарског фудбалског првенства  1999/00 и 2001/02.

## Клупска каријера
Имао је само 17 година када је дебитовао у врху лиге за ПМФЦ. Свој први прволигашки гол постигао је против Чепела 1994. године. Печујски клуб га је на кратко позајмио Беременду, а 1997. је и пола године провео у Печујском ВШК.
Године 1997. потписао је уговор са Дунаујварошем, где је био члан тима који је промовисан из друге лиге, а 2000. је могао да прослави шампионску титулу са својим тимом у вишој лиги. У бојама Ујвароша био је један од најбољих стрелаца лиге: у сезонама 1999/00. и 2001/02. био је најбољи стрелац мађарског шампионата за Дунаферр СЕ, али у сезони 2000/01. Петер Кабат је постигао више голова од њега.
Из Дунаујвароша је прешао у Ференцварош, где је у првој години освојио Куп Мађарске, зелено-бели су његовим дублом преокренули финале против ДВСЦ-а. Ференцварошанима је у претходном колу измакла шампионска титула, па су неки изгредници напали играче, међу нападнутима био је и Текели. Текели је после овога хтео да напусти клуб, али је у септембру одлучио да остане, а на крају сезоне освојио је првенство и куп са престоничким клубом.
После дупле круне са Ференцварошем постао је играч 1. ФК Келна, али у Немачкој није имао много прилика да игра, првенствено због повреда, а потом је кратко играо и фудбал на Кипру. Године 2006. потписао је поново за Ференцварош, тада друголигашем, али такође није могао да помогне тиму да се врати у прву лигу.
Вратио се у највиши ранг у бојама Пакша, где је опет почео да постиже голове. У лето 2010. прелази у тим Кечкемет ТЕ на 2+1 годину. Уместо њега, Тибор Монтваи је отишао у Пакши ШЕ.
У Кечкемету је преузео водећу улогу у победи тима у купу, али је после великог успеха позајмљен Залаегерсегу. У Пакш се вратио 2012. године, где је две године касније одиграо последњу прволигашку утакмицу. Са четрдесет и три године каријеру је поново започео играјући за Кишкунфелеђхазу у окружном првенству.

## Репрезентација
У репрезентацији Мађарске је дебитовао 2000. године, а годину дана касније постигао је први гол против селекције Немачке. Био је важан играч у репрезентацији до 2004. године, али је пао у немилост када је репрезентацију преузео Лотар Матеус. Коначно, после седмогодишње паузе, 2011. године, поново је добио репрезентативни дрес и одиграо је још три утакмице, две пријатељске и једну у квалификацијама за Европско првенство против Холандије. У јесен 2011. играо је на позајмици у ЗТЕ-у. У Пакш се вратио у лето 2012. године. У зиму 2011. добио је позив Шандора Егерварија да игра за репрезентацију Мађарске, пошто је неко морао да замени тешко повређеног Адам Салаиа у квалификацијама за Европско првенство.

## Тренер
Од 2020. до септембра 2021. био је помоћни тренер Бекешчабе заједно са Шандором Прајзсингером..

## Остварења
Дунафер
- НБ I:  
  - шампион: 1999/00.
  - друго место: 2000/01.
- Најбољи стрелац Мађарске лиге: : 1999/00., 2001/02.
- НБ II:
  - шампион: 1997/98.

Ференцварош
- НБ I:  
  - шампион: 2003/04.
  - друго место: 2002/03.
- Куп Мађарске у фудбалу:  
  - првак: 2002/03., 2003/04.

Пакш
- Куп Мађарске у фудбалу:  
  - финалиста: 2009/10.

 Кечкемет
- Куп Мађарске у фудбалу:  
  - првак: 2010/11.